# (15128) Patrickjones
(15128) Patrickjones (2000 EG46) – planetoida z pasa głównego asteroid okrążająca Słońce w ciągu 4,63 lat w średniej odległości 2,78 j.a. Odkryta 9 marca 2000 roku.